# Fémes László
Fémes László (Margitta, 1894. szeptember 13. – ?) magyar író, színműíró, újságíró.

## Életútja
Kereskedelmi iskolai tanulmányait szülőhelyén végezte, majd helybeli, temesvári, marosvásárhelyi és budapesti lapok munkatársa lett. 1914-ben Ilja című színművét sikerrel adta elő a nagyváradi Szigligeti Színház, ugyanekkor jelent meg Ilja és egyéb írások című kötete. Szépirodalmi munkáit, kisebb művelődéstörténeti cikkeit közölték az irodalmi folyóiratok. A Tavasz adta ki Regényfigurák című portrésorozatát (Nagyvárad, 1919) régi jelentős bihari személyiségekről. Szerkesztésében jelent meg a rövid életű Szemle című irodalmi újság Temesvárt (1920). Szerkesztőtársai voltak: Endre Károly, Tóth Árpád, Péter Alfréd és Fogarasi Andor.
Elefántcsonttorony című kötetében (Nagyvárad, 1921) prózafordításait közli; Tűzijáték című vígjátékát 1928-ban mutatták be Nagyváradon. Zágoni Dezsővel Adyról írt színdarabja nem került bemutatásra.